# Liga dos Campeões da UEFA de 2017–18 – Segunda pré-eliminatória
A Segunda pré-eliminatória da Liga dos Campeões da UEFA de 2017–18 foi disputada entre os dias 11 e 19 de julho de 2017. Um total de 34 equipes competiram nesta fase para decidir 17 das 30 vagas na Terceira pré-eliminatória.
Todas as partidas seguem o Horário de Verão da Europa Central (UTC+2).

## Segunda pré-eliminatória
O sorteio para esta fase foi realizado em 19 de junho de 2017. As partidas de ida serão disputadas em 11 e 12 de julho e as partidas de volta em 18 e 19 de julho de 2017.
| Equipe 1           | Total    | Equipe 2            | 1.º jogo | 2.º jogo  |
| ------------------ | -------- | ------------------- | -------- | --------- |
| APOEL              | 2–0      | F91 Dudelange       | 1–0      | 1–0       |
| Žalgiris Vilnius   | 3–5      | Ludogorets Razgrad  | 2–1      | 1–4       |
| Qarabağ            | 6–0      | Samtredia           | 5–0      | 1–0       |
| Partizan           | 2–0      | Budućnost Podgorica | 2–0      | 0–0       |
| Hibernians         | 0–6      | Red Bull Salzburg   | 0–3      | 0–3       |
| Sheriff Tiraspol   | 2–2 (gf) | Kukësi              | 1–0      | 1–2       |
| Spartaks Jūrmala   | 1–2[A]   | Astana              | 0–1      | 1–1       |
| BATE Borisov       | 4–2      | Alashkert           | 1–1      | 3–1       |
| Žilina             | 3–4      | København           | 1–3      | 2–1       |
| Hapoel Be'er Sheva | 5–3      | Honvéd              | 2–1      | 3–2       |
| Rijeka             | 7–1      | The New Saints      | 2–0      | 5–1       |
| Malmö              | 2–4      | Vardar              | 1–1      | 1–3       |
| Zrinjski Mostar    | 2–3      | Maribor             | 1–2      | 1–1       |
| Dundalk            | 2–3      | Rosenborg           | 1–1      | 1–2 (pro) |
| FH                 | 3–1      | Víkingur Gøta       | 1–1      | 2–0       |
| Linfield           | 0–6      | Celtic              | 0–2      | 0–4       |
| IFK Mariehamn      | 0–9      | Légia Varsóvia      | 0–3      | 0–6       |

Notas
- A. ^  Ordem das partidas revertidas após o sorteio.

### Jogo 1
| 12 de julho de 2017 | APOEL         | 1 – 0     | F91 Dudelange | Estádio GSP, Nicósia                        |
| 19:00               | Bertoglio 71' | Relatório |               | Público: 9 600 Árbitro: MLT Alan Mario Sant |

| APOEL | F91 Dudelange |

| 19 de julho de 2017 | F91 Dudelange | 0 – 1     | APOEL                | Stade Jos Nosbaum, Dudelange                 |
| 18:00               |               | Relatório | de Camargo 40' (pen) | Público: 1 458 Árbitro: MNE Nikola Dabanović |

| F91 Dudelange | APOEL |

APOEL venceu por 2–0 no placar agregado.

### Jogo 2
| 12 de julho de 2017 | Žalgiris Vilnius          | 2 – 1     | Ludogorets Razgrad | Estádio LFF, Vilnius                               |
| 20:00               | Nyuiadzi 78' · Kuklys 86' | Relatório | Anicet 18'         | Público: 4 911 Árbitro: AUT Manuel Schuettengruber |

| Žalgiris | Ludogorets |

| 19 de julho de 2017 | Ludogorets Razgrad                             | 4 – 1     | Žalgiris Vilnius | Ludogorets Arena, Razgrad                                 |
| 20:00               | Natanael 41' · Wanderson 55' · Keșerü 56', 74' | Relatório | Nyuiadzi 15'     | Público: 4 739 Árbitro: DEN Mads-Kristoffer Kristoffersen |

| Ludogorets | Žalgiris |

Ludogorets Razgrad venceu por 5–3 no placar agregado.

### Jogo 3
| 11 de julho de 2017 | Qarabağ                                                                     | 5 – 0     | Samtredia | Estádio Tofiq Bahramov, Baku               |
| 19:00               | Ismayilov 10' (pen) · Ndlovu 37', 45+1' (pen) · Guerrier 83' · Míchel 90+2' | Relatório |           | Público: 21 500 Árbitro: TUR Mete Kalkavan |

| Qarabağ | Samtredia |

| 18 de julho de 2017 | Samtredia | 0 – 1     | Qarabağ      | Estádio Boris Paichadze, Tbilisi             |
| 19:00               |           | Relatório | Guerrier 22' | Público: 1 835 Árbitro: SRB Srdjan Jovanović |

| Samtredia | Qarabağ |

Qarabağ venceu por 6–0 no placar agregado.

### Jogo 4
| 11 de julho de 2017 | Partizan                          | 2 – 0     | Budućnost Podgorica | Estádio Partizan, Belgrado                  |
| 20:45               | Đurđević 53' (pen) · Leonardo 63' | Relatório |                     | Público: 20 530 Árbitro: NED Pol van Boekel |

| Partizan | Budućnost |

| 18 de julho de 2017 | Budućnost Podgorica | 0 – 0     | Partizan | Estádio Pod Goricom, Podgorica               |
| 20:45               |                     | Relatório |          | Público: 9 153 Árbitro: ISR Roi Reinshreiber |

| Budućnost | Partizan |

Partizan venceu por 2–0 no placar agregado.

### Jogo 5
| 11 de julho de 2017 | Hibernians | 0 – 3     | Red Bull Salzburg                                     | Estádio Hibernians, Paola              |
| 20:30               |            | Relatório | Berisha 32' (pen) · Hwang Hee-chan 35' · Minamino 54' | Público: 1 452 Árbitro: CRO Fran Jović |

| Hibernians | RB Salzburg |

| 19 de julho de 2017 | Red Bull Salzburg                              | 3 – 0     | Hibernians | Red Bull Arena, Salzburgo                    |
| 20:30               | Rzatkowski 11' · Gulbrandsen 19' · Haidara 85' | Relatório |            | Público: 5 511 Árbitro: RUS Sergey Lapochkin |

| RB Salzburg | Hibernians |

Red Bull Salzburg venceu por 6–0 no placar agregado.

### Jogo 6
| 12 de julho de 2017 | Sheriff Tiraspol    | 1 – 0     | Kukësi | Estádio Sheriff, Tiraspol                       |
| 19:00               | Badibanga 79' (pen) | Relatório |        | Público: 5 772 Árbitro: CYP Christos Nicolaides |

| Sheriff | Kukësi |

| 19 de julho de 2017 | Kukësi                  | 2 – 1     | Sheriff Tiraspol | Elbasani Arena, Elbasani                 |
| 19:30               | Emini 35' · Pejić 45+1' | Relatório | Bayala 56'       | Público: 1 417 Árbitro: BIH Irfan Peljto |

| Kukësi | Sheriff |

2–2 no placar agregado. Sheriff Tiraspol venceu pela regra do gol fora de casa.

### Jogo 7
| 12 de julho de 2017 | Spartaks Jūrmala | 0 – 1     | Astana      | Estádio Slokas, Jūrmala                |
| 18:00               |                  | Relatório | Twumasi 73' | Público: 1 987 Árbitro: IRL Neil Doyle |

| Spartaks J. | Astana |

| 18 de julho de 2017 | Astana      | 1 – 1     | Spartaks Jūrmala | Astana Arena, Astana                                    |
| 16:00               | Twumasi 59' | Relatório | Vardanjans 72'   | Público: 20 500 Árbitro: GRE Charalambos Kalogeropoulos |

| Astana | Spartaks J. |

Astana venceu por 2–1 no placar agregado.

### Jogo 8
| 12 de julho de 2017 | BATE Borisov | 1 – 1     | Alashkert       | Borisov Arena, Borisov                   |
| 19:30               | Rios 43'     | Relatório | Rios 78' (g.c.) | Público: 11 192 Árbitro: ALB Enea Jorgji |

| BATE Borisov | Alashkert |

| 18 de julho de 2017 | Alashkert     | 1 – 3     | BATE Borisov                          | Estádio Republicano, Erevan                 |
| 18:00               | Nenadović 18' | Relatório | Gordeichuk 23', 35' · M. Valadzko 78' | Público: 10 000 Árbitro: SVK Peter Kralović |

| Alashkert | BATE Borisov |

BATE Borisov venceu por 4–2 no placar agregado.

### Jogo 9
| 12 de julho de 2017 | Žilina     | 1 – 3     | København              | Štadión pod Dubňom, Žilina                 |
| 20:15               | Špalek 39' | Relatório | Pavlović 68', 73', 83' | Público: 10 023 Árbitro: FRA Benoît Millot |

| Žilina | Copenhague |

| 19 de julho de 2017 | København        | 1 – 2     | Žilina                  | Estádio Parken, Copenhague                  |
| 19:30               | Verbič 48' (pen) | Relatório | Otubanjo 19' · Kaša 57' | Público: 9 140 Árbitro: BEL Jonathan Lardot |

| Copenhague | Žilina |

Copenhague venceu por 4–3 no placar agregado.

### Jogo 10
| 12 de julho de 2017 | Hapoel Be'er Sheva               | 2 – 1     | Honvéd        | Estádio Turner, Bersebá                     |
| 19:00               | Miguel Vítor 35' · Einbinder 52' | Relatório | Lanzafame 63' | Público: 15 603 Árbitro: SWE Andreas Ekberg |

| Hapoel BS | Honvéd |

| 19 de julho de 2017 | Honvéd                             | 2 – 3     | Hapoel Be'er Sheva                | Estádio József Bozsik, Budapeste       |
| 21:15               | Lanzafame 45+2' (pen) · Baráth 73' | Relatório | Ugochukwu 12' · Nwakaeme 16', 84' | Público: 200 Árbitro: ITA Davide Massa |

| Honvéd | Hapoel BS |

Hapoel Be'er Sheva venceu por 5–3 no placar agregado.

### Jogo 11
| 11 de julho de 2017 | Rijeka               | 2 – 0     | The New Saints | Stadion Rujevica, Rijeka                  |
| 20:45               | Mišić 4' · Matei 69' | Relatório |                | Público: 5 883 Árbitro: EST Kristo Tohver |

| Rijeka | T. New Saints |

| 18 de julho de 2017 | The New Saints | 1 – 5     | Rijeka                                                       | Park Hall, Oswestry                        |
| 20:00               | Cieślewicz 69' | Relatório | Matei 41' · Gavranović 54', 79' · Gorgon 61' · Ristovski 64' | Público: 1 150 Árbitro: BUL Georgi Kabakov |

| T. New Saints | Rijeka |

Rijeka venceu por 7–1 no placar agregado.

### Jogo 12
| 12 de julho de 2017 | Malmö        | 1 – 1     | Vardar      | Estádio Swedbank, Malmo                         |
| 19:00               | Brorsson 75' | Relatório | Nikolov 63' | Público: 20 058 Árbitro: ISL Thorvaldur Árnason |

| Malmö | Vardar |

| 18 de julho de 2017 | Vardar                                         | 3 – 1     | Malmö               | Stadion Mladost, Estrúmica                      |
| 18:00               | Grncharov 55' · Barseghyan 61' · Nikolov 90+1' | Relatório | Rosenberg 16' (pen) | Público: 2 800 Árbitro: UKR Anatoliy Zhabchenko |

| Vardar | Malmö |

Vardar venceu por 4–2 no placar agregado.

### Jogo 13
| 12 de julho de 2017 | Zrinjski Mostar | 1 – 2     | Maribor                           | Stadion pod Bijelim Brijegom, Mostar       |
| 19:00               | Todorović 89'   | Relatório | Zahović 43' · Tavares 90+4' (pen) | Público: 7 000 Árbitro: GER Daniel Siebert |

| Zrinjski | Maribor |

| 19 de julho de 2017 | Maribor   | 1 – 1     | Zrinjski Mostar | Stadion Ljudski vrt, Maribor                  |
| 20:15               | Viler 27' | Relatório | Todorović 7'    | Público: 9 266 Árbitro: NOR Ola Hobber Nilsen |

| Maribor | Zrinjski |

Maribor venceu por 3–2 no placar agregado.

### Jogo 14
| 12 de julho de 2017 | Dundalk      | 1 – 1     | Rosenborg       | Oriel Park, Dundalk                       |
| 20:45               | McMillan 18' | Relatório | Reginiussen 44' | Público: 3 050 Árbitro: ROU Radu Petrescu |

| Dundalk | Rosenborg |

| 19 de julho de 2017 | Rosenborg                        | 2 – 1 (pro) | Dundalk      | Lerkendal Stadion, Trondheim                |
| 19:15               | de Lanlay 43' · Vilhjálmsson 98' | Relatório   | Gartland 12' | Público: 14 817 Árbitro: AZE Aliyar Aghayev |

| Rosenborg | Dundalk |

Rosenborg venceu por 3–2 no placar agregado.

### Jogo 15
| 12 de julho de 2017 | FH          | 1 – 1     | Víkingur Gøta   | Kaplakriki, Hafnarfjörður                  |
| 21:15               | Pálsson 49' | Relatório | Lawal 73' (pen) | Público: 1 523 Árbitro: CZE Petr Ardeleanu |

| FH | Víkingur Gøta |

| 18 de julho de 2017 | Víkingur Gøta | 0 – 2     | FH                                    | Tórsvøllur, Tórshavn                         |
| 20:00               |               | Relatório | Lennon 79' (pen) · Valdimarsson 90+1' | Público: 3 043 Árbitro: FIN Ville Nevalainen |

| Víkingur Gøta | FH |

FH venceu por 3–1 no placar agregado.

### Jogo 16
| 14 de julho de 2017 | Linfield | 0 – 2     | Celtic                         | Parque de Windsor, Belfast                      |
| 18:00               |          | Relatório | Haughey 17' (g.c.) · Rogic 23' | Público: 6 359 Árbitro: ESP Alejandro Hernandez |

| Linfield | Celtic |

| 19 de julho de 2017 | Celtic                                         | 4 – 0     | Linfield | Celtic Park, Glasgow                          |
| 20:45               | Sinclair 4', 54' · Rogic 48' · Armstrong 90+3' | Relatório |          | Público: 58 075 Árbitro: SUI Stephan Klossner |

| Celtic | Linfield |

Celtic venceu por 6–0 no placar agregado.

### Jogo 17
| 12 de julho de 2017 | IFK Mariehamn | 0 – 3     | Légia Varsóvia                                 | Wiklöf Holding Arena, Mariehamn           |
| 20:00               |               | Relatório | Guilherme 8' (pen) · Nagy 40' · Hämäläinen 44' | Público: 1 637 Árbitro: SCO Andrew Dallas |

| Mariehamn | Legia |

| 19 de julho de 2017 | Légia Varsóvia                                                                              | 6 – 0     | IFK Mariehamn | Estádio do Exército Polonês, Varsóvia      |
| 20:45               | Guilherme 6' · Kojola 37' (g.c.) · Kucharczyk 40', 54' (pen) · Szymański 80' · Michalak 81' | Relatório |               | Público: 15 843 Árbitro: POR Tiago Martins |

| Legia | Mariehamn |

Legia Warszawa venceu por 9–0 no placar agregado.